# Prîstanțiine, Novi Sanjarî
Prîstanțiine (în ucraineană Пристанційне) este un sat în comuna Mala Pereșcepîna din raionul Novi Sanjarî, regiunea Poltava, Ucraina.

## Demografie
Componența lingvistică a localității Prîstanțiine
     Ucraineană (98,97%)
     Alte limbi (1,02%)
Conform recensământului din 2001, majoritatea populației localității Prîstanțiine era vorbitoare de ucraineană (98,97%), existând în minoritate și vorbitori de alte limbi.